# Gudar Beqiraj
Gudar Beqiraj (Durrës, 1948. május 11. – Tirana, 2020. május 11.) albán matematikus, informatikus, sportvezető, az Albán Tudományos Akadémia rendes tagja, előbb 2009 és 2013 között, majd 2017 és 2019 között ismét elnöke. Elsősorban a matematika geofizikai, geológiai és geodéziai alkalmazásának elméleti és gyakorlati kérdéseivel, informatikai lehetőségeivel foglalkozik. Emellett 1992-től 2000-ig az Albán Súlyemelő Szövetség elnöke, 2003-ban pedig az első albániai hospice-ház társalapítója volt.

## Életútja
1967 és 1971 között a Tiranai Egyetem hallgatója volt matematika szakon. 1971-től 1993-ig a tiranai Informatikai és Alkalmazott Matematikai Intézet (INIMA) tudományos munkatársa, 1993-tól 1997-ig igazgatója, 1997-től 1999-ig igazgatóhelyettese volt, majd 1999-től 2007-ig ismét az igazgatói feladatokat látta el. Az INIMÁ-nál eltöltött éveivel párhuzamosan több ízben járt külföldi tanulmányúton: 1985–1986-ban a fontainebleau-i Geostatisztikai Központban, 1990-ben a párizsi Pierre és Marie Curie Egyetemen képezte tovább magát, 1992-ben pedig rövid ideig a római La Sapienza Egyetem tudományos munkatársa volt. 2002-től 2007-ig szerepet vállalt a Tiranai Egyetem életében is, amikor a közgazdasági kari tanács tagjaként tevékenykedett. 2007-ben az albán Tudományos Minősítő Bizottság tagjává, valamint a Tiranai Műszaki Egyetem információs technológiai karának dékánjává választották, amely tisztséget 2009-ig töltötte be.
Tudományos pályafutásával párhuzamosan 1967 és 1974 között súlyemelő volt, azt követően súlyemelőbíróként, majd 1992-től sportvezetőként is tevékenykedett. Emellett társadalmi és karitatív területeken is aktív. 1993 óta a betegellátás támogatásával foglalkozó Sue Ryder Alapítvány albániai tagozatának elnöke, 2004-től nemzetközi igazgatótanácsának tagja. 2003-ban társalapítója volt az első albániai, végstádiumos rákbetegeknek enyhülést nyújtó hospice-háznak. 2002 és 2007 között elnökként irányította az albán kultúra megismertetésén és az albán nyelvű oktatás szervezésén munkálkodó Mirash Ivanaj Alapítvány tevékenységét.

## Tudományos munkássága
Kandidátusi disszertációját 1982-ben védte meg „A Fourier-transzformációk és alkalmazásuk” címmel. Az 1980-as években érdeklődése a matematika és az informatika geofizikai és geostatisztikai alkalmazási lehetőségei felé fordult. Az elkövetkező években ALGOL, Pascal és Fortran programozási nyelveken algoritmusokat és programokat dolgozott ki, amelyek geofizikai, geológiai, geodéziai, olajmérnöki, mezőgazdasági és orvostudományi elemzéseket, mérési vagy munkafolyamatokat támogattak. 1994 és 1998 között az általa kidolgozott projektterv és az abban foglalt megoldások szerint vezényelték le az olaszországi földhivatali adatok informatikai feldolgozását. Emellett is több nemzeti vagy az Európai Bizottság által támogatott informatikai programjában vett részt, de közreműködött több olasz cég informatikai projektjében is.
Pályája során könyvei mellett számos szakcikket írt, több nemzetközi geostatisztikai és geomatematikai szimpóziumon, konferencián vett részt.
1994-ben az albán Tudományos és Technológiai Minősítő Bizottság Felsőoktatási Tanácsa professzori címet adományozott neki. Tudományos érdemei elismeréseként 2003-ban az Albán Tudományos Akadémia rendes tagjává választották. 2008–2009-ben a tudományos testület alelnöke, 2009-től 2013-ig elnöke, majd négyéves alelnöki ciklus után 2017-ben ismét az Albán Tudományos Akadémia elnökévé választották. 2012 óta az Európai Tudományos és Művészeti Akadémia tagja.

## Sportvezetői pályafutása
Egyetemi tanulmányai során, 1967-től 1974-ig az egyetemi súlyemelőcsapat tagja volt. Ezt követően tudományos pályájával párhuzamosan bírói képesítést szerzett, és 1975-től 1982-ig nemzeti, majd ezt követően nemzetközi megmérettetéseken is részt vett súlyemelőbíróként. Az 1980-as években a tiranai Sportakadémián súlyemelőket edzett.
1992-től 2000-ig az Albán Súlyemelő Szövetség elnöke, 1996-től 2000-ig az Albán Olimpiai Bizottság alelnöke volt. 1982 és 2003 között több olimpián, világ- és Európa-bajnokságon vezette az albán súlyemelők delegációját. Sportvezetői érdemei elismeréseként 2007-ben átvehette az Albán Nemzeti Olimpiai Bizottság Olimpiai Érdemérmét, 2013-ban, negyvenöt éves sportpályafutása alkalmából pedig a Nemzetközi Súlyemelő-szövetség arany érdemrendjével tüntették ki.
Pályája során több könyvet írt a súlyemelésről.

## Főbb művei
- Gjuha e programimit Fortran-77 dhe miniordinatori Mini-6 (’A Fortran-77 programozási nyelv és a Mini-6 miniszámítógép’). (albánul) Tiranë: Akademia e Shkencave. 1988.   226 o. (Dhimitër Toléval)
- Review of the application of geophysical methods in exploration for copper and chrome ores in Albania: A monograph. (angolul) Tiranë: Akademia e Shkencave. 2008.   446 o. (Alfred Frashërival és Neki Frashërival)
- Gravimetria. (albánul) Tiranë: Universitati i Tiranës „Enver Hoxha”. 1986.   62 o. (Ligor Lubonjával)

Sportkönyvei
- Bazat e teknikës së peshëngritjes (’A súlyemelés technikájának alapjai’). (albánul) Tiranë: 8 Nëntori. 1982.   61 o. (Haki Agalliuval)
- Peshëngritja (’A súlyemelés’). (albánul) Tiranë: SHBLSH.  96 o. (Niko Bunecival)